# Darcy Blake
Darcy James Blake (ur. 13 grudnia 1988 w New Tredegar) – walijski piłkarz występujący na pozycji obrońcy lub pomocnika.

## Kariera klubowa
Blake zawodową karierę rozpoczynał w 2005 roku w zespole Cardiff City z Championship. W rozgrywkach tych zadebiutował 17 kwietnia 2006 w zremisowanym 1:1 pojedynku z Crewe Alexandra. W 2008 roku wraz z zespołem dotarł do finału Pucharu Anglii, jednak ekipa Cardiff przegrała tam 0:1 z Portsmouth.
W sierpniu 2009 Blake został wypożyczony do Plymouth Argyle, także grającego w Championship. Pierwszy ligowy mecz zaliczył tam 29 sierpnia 2009 przeciwko Sheffield Wednesday (1:3). W barwach Plymouth rozegrał 7 spotkań, a w styczniu 2010 wrócił do Cardiff.
W 2012 roku został zawodnikiem Crystal Palace, z którym w sezonie 2012/2013 awansował z Championship do Premier League. W lidze tej nie rozegrał jednak żadnego spotkania. W styczniu 2014 odszedł z klubu, a w marcu tego samego roku podpisał kontrakt z Newport County z League Two, którego graczem był do końca sezonu 2013/2014.
W kolejnych latach występował już tylko w amatorskich drużynach Tredegar Arms oraz Aberbargoed Buds.

## Statystyki kariery
| Sezon   | Klub            | Kraj   | Rozgrywki      | Mecze | Bramki |
| ------- | --------------- | ------ | -------------- | ----- | ------ |
| 2005/06 | Cardiff City    | Anglia | Championship   | 1     | 0      |
| 2006/07 | Cardiff City    | Anglia | Championship   | 10    | 0      |
| 2007/08 | Cardiff City    | Anglia | Championship   | 8     | 0      |
| 2008/09 | Cardiff City    | Anglia | Championship   | 7     | 0      |
| 2009/10 | Plymouth Argyle | Anglia | Championship   | 7     | 0      |
| 2009/10 | Cardiff City    | Anglia | Championship   | 18    | 0      |
| 2010/11 | Cardiff City    | Anglia | Championship   | 26    | 0      |
| 2011/12 | Cardiff City    | Anglia | Championship   | 20    | 0      |
| 2012/13 | Crystal Palace  | Anglia | Championship   | 10    | 0      |
| 2013/14 | Crystal Palace  | Anglia | Premier League | 0     | 0      |
| 2013/14 | Newport County  | Anglia | League Two     | 7     | 0      |

## Kariera reprezentacyjna
Blake jest byłym reprezentantem Walii U-17, U-19 oraz U-21. W pierwszej reprezentacji Walii zadebiutował 12 października 2010 w przegranym 1:4 meczu eliminacji Mistrzostw Europy 2012 ze Szwajcarią. W latach 2010–2012 w drużynie narodowej rozegrał 14 spotkań i zdobył 1 bramkę.